# ألفريد مانيسييه
ألفريد مانيسييه (بالفرنسية: Alfred Manessier) (م:5 ديسمبر 1911، و:1 أوت 1993) رسام غير تصويري [الفرنسية] فرنسي، يعتبر واحدا من سادة المدرسة الجديدة من باريس.

## حياته
ولد ألفريد مانيسييه عام 1911 في سانت أوين بسوم التابعة لمحافظة بيكاردي بين الصيادين وعمال البناء في محافظة بيكاردي شمال فرنسا.
وقد كان هناك سابقة لأسرة مانيسييه في العمل الإبداعي، فقد كان جده للطوب الزخرفية في حين أن والده نيستور مانسييه وعمه قد درسا في مدرسة الفنون الجميلة في أبفيل. وقد أعطى نسيتور لإبنه ألفريد إذن للذهاب إلى باريس بشرط أن يدرس الهندسة المعمارية، والتي كانت المهنة الأكثر أمانا من أن يصبح رساما. وقد درس الهندسة المعمارية في عام 1929 تنفيذا لرغبة والده، لكنه سرعان ما تحول لدراسته المفضلة الفن الجميل مع روجر بيسيار [الفرنسية] في أكاديمية رانسون عام 1935 قبيل وفاة والده في عام 1936.
في عام 1937 في «المعرض الدولي في باريس»، عينت الحكومة الفرنسية سونيا ديلوناي (بالفرنسية: Sonia Delaunay) وروبرت ديلوناي (بالفرنسية: Robert Delaunay) لتمثيل الفن الطليعي في مراكز النقل بباريس مثل قصر الجوية وقصر السكك الحديدية وقد أسندت للزوجين مهمة توظيف وإيواء 50 فنانا من العاطلين عن العمل بين مارس وأفريل لإنشاء مشروع كبير على مساحة تقدر ب 19,000 قدما مربعا (1,800 م 2) للعمل الفني. وكان من بين الفنانين الذين تم اختيارهم بيسيار (بالفرنسية: Bissiere)و جان بيرتول (بالفرنسية: Jean Bertholle) وألفريد مانيسييه، الذين عملوا على أربع لوحات دارية. وفي العام التالي أي 1938 تزوج ألفريد مانسييه من الرسامة سيمونيت تيريز (بالفرنسية: Therese Simonnet).
في عام 1939 استدعي ألفريد مانيسييه إلى التجنيد العسكري، كرسام تقني(بالإنجليزية: technical draftsman).
في عام 1940 ولد مولوده الأول وقد عمل كعامل مزرعة لدعم الأسرة المتزايدة، ولكن في 10 ماي من عام 1941 عاد إلى باريس للظهور في معرض براون الذي يضم «20 رساما من الرسامين الشباب» الذين بشروا بالحركة غير التصويرية في فرنسا. على الرغم من النمط التجريدي الذي يعتبره الألماني فن «منحط»، وعلى الرغم من تدريس في مانسير في منظمة مكافحة السلطة(بالإنجليزية: anti-authority) ومكافحة التلقين (بالإنجليزية: anti-indoctrination) وقد شملت هيئة التدريس أيضا جان بازين، جان فيلار، وجان دوسايي، أندريه كليمنت
في عام 1943 غادر مانسييه التدريس وامتهن مهنة اللطلاء بدوام كامل وخلال هاته الفترة من عام 1943 قام بزيارة لمدة 3 أيام إلى الدير راهب في أورني. الروح المعنوية من قبل الاحتلال والحرب، التي تركت أثرا كبيرا في الدير والفن، الهتافات والعبادة، ايقاعات العمل والصمت من قبل الرهبان.
ويذكر لنا مانسييه تجربته في الدير بقوله
"
| ألفريد مانيسييه | "I felt profoundly the cosmic link between sacred chanting and the world of nature all around. These men who sang were perhaps a little out of touch with the world but there was truth in their relationship with nature | ألفريد مانيسييه |

| ألفريد مانيسييه | "If we had the evangelical purity of the Primitives, if we could look at nature with all innocence of love, then perhaps we could depict the sacred as they did. But we are men of this century: broken, exploded | ألفريد مانيسييه |

وهكذا بدأت فترة خصبة من الرسم التجريدي: "مثل فسيفساء أنماط، ألوان مضيئة التي غالبا ما تدعمها شبكة الأسود الثقيل.
بين اللوحات، وقد قال مانسييه في ذلك انه سرعان ما بدأ في استكشاف وسائل أخرى للتعبير. وفي عام 1945 ولدت ابنته، وقد تم تكليف مانسييه البالغ من العمر 34 سنة لإنتاج الأزياء ومجموعات لشركة ماري-أن فيكتوار للإنتاج (بالفرنسية: Marie-Anne Victoire production) الإنتاج في استوديو قصر الشانزليزيه.
في عام 1947 انه تم تكليف مانسييه لانتاج اثنين من نوافذ الزجاج الملون للكنيسة بريسو (بالإنجليزية: Breseux)، وفي عام 1949 أنتج نسيج دومنيكان (بالإنجليزية: Dominicans) من سولكوار(بالإنجليزية: Saulchoir) وكانت هذه الوسائط الأخرى الجارية ملاحق للوحاته، في جميع أنحاء حياته المهنية (بما في ذلك مسرح نيرفي إيطاليا عام 1960 المتصاعدة من ديكاميرون التي تشمل 340 من الأزياء و18 مجموعة ازياء للإنتاج عام 1963 المسرح الوطني الشعبي في باريس؛ وعمله الزجاج المعشق الذي يشمل مشروع كنيسة جميع القديسين في بازل عام 1952، ومشروع كنيسة سانت تريز في الشمال عام 1957، ولجنة للمركز الوطني للفنون في أوتاوا عام 1969)
أثار المشروع الأخير في كندا لمانسييه صحوة روحية أخرى. عند زيارة كندا في عام 1967 لعرض الفنون المتوقعة وبناء موقع وتقييم ضوء أوتاوا، كان مصدر إلهامه خلال المحادثات في المناطق الواسعة من الأراضي الغير مطورة في كندا والفن الإسكيمو والحياة بمنأى نسبيا عن الثقافة الغربية: "
| ألفريد مانيسييه | I had a feeling of having penetrated elemental nature. The bottom of the lake is full of roots and of decomposed vegetation, and nature is reborn by way of all this. Never have I experienced a similar sensation. I discovered a prehistoric dimension | ألفريد مانيسييه |

## وفاته
وقع ضحية حادث سيارة في لواريت في 28 جويلية عام 1993، وتوفي بعد أربعة أيام من الحادث في مستشفى سورس في أورليون. ودفن في مقبرة سمتير دي سانت أويه في مسقط رأسه.

## جوائزه
- 1953 جائزة التصوير الأولى في بينالي ساو باولو
- 1954 جائزة التصوير الأولى في معرض الفن المقدس، فيينا
- 1955 الجائزة الكبرى للرسم في جامعة كارنيغي ميلون
- 1955 جائزة الرسم الدولية فالنسيا فنزويلا
- 1958 جائزة الرسم الأولى لنقوشات (بالإنجليزية: Engravings) في غرينشن سويسرا لفن الجرافيك
- 1962 الجائزة الكبرى الدولية للرسم، بينالي البندقية